# Baroh Beureuleung
Baroh Beureuleung is een bestuurslaag in het regentschap Pidie van de provincie Atjeh, Indonesië. Baroh Beureuleung telt 397 inwoners (volkstelling 2010).